# Najas welwitschii
Najas welwitschii är en dybladsväxtart som beskrevs av Alfred Barton Rendle. Najas welwitschii ingår i släktet najasar, och familjen dybladsväxter. IUCN kategoriserar arten globalt som otillräckligt studerad. Inga underarter finns listade.